# Юдейско царство
Юдейското царство (на иврит: מַלְכוּת יְהוּדָה, Малхут Егуда) е древна държава в Близкия изток, съществувала между X и VI век пр.н.е.
То се образува през 930 година пр.н.е. при разделянето на Давидовото царство, като включва неговата южна част с град Йерусалим. Съществува като самостоятелна държава малко повече от 300 години, докато не е завоювано от нововавилонския владетел Навуходоносор II през 586 г. пр.н.е..